# اختبار القبول بالكلية البيطرية
غالبًا ما يُطلق على اختبار القبول بالكلية البيطرية اسم VCAT (بالإنجليزية: Veterinary College Admission Test) وهو امتحان سابق للقبول في المدرسة البيطرية وذلك اعتمادًا على المدرسة. عادةً ما يخضع الطلاب ما قبل الطب البيطري للإلتحاق بإحدى كليات الطب البيطري لإمتحان تقييم الخريجين (GRE) أو إختبار القبول في كلية الطب (MCAT) للإلتحاق بالمدارس الآن. 